# أستراليا في الألعاب البارالمبية الصيفية 1964
المعروفة أيضًا باسم الدورة الثالثة عشرة لألعاب ستوك ماندفيل، كانت دورة الألعاب البارالمبية الصيفية لعام 1964 هي الدورة الثانية من الألعاب البارالمبية.
أُقيمت في طوكيو، واستمرت من 8 إلى 12 تشرين الثاني. فازت أستراليا بمجموع 30 ميدالية (12 ذهبية، 11 فضية، و7 برونزية) واحتلت المركز الرابع في جدول الميداليات خلف إيطاليا (الثالث)، بريطانيا العظمى (الثاني) والولايات المتحدة (الأول). شاركت أستراليا في 6 من أصل 9 رياضات في الدورة، وفازت بميداليات في كل واحدة منها، وكانت أكثر نجاحًا في السباحة، حيث حصدت غالبية ميدالياتها في فعاليات السباحة.

## الخلفية
قبل دورة الألعاب البارالمبية لعام 1964، شارك بعض الرياضيين في ألعاب الكومنولث للشلل النصفي لعام 1962 في بيرث، بينما شارك آخرون في الدورة الثالثة من "الألعاب الوطنية للشلل النصفي" في أديلايد من أجل التأهل للألعاب البارالمبية.
لم تكن هناك عملية اختيار لمكان إقامة دورة الألعاب البارالمبية لعام 1964، بل انتقلت ببساطة إلى المدينة التي استضافت الألعاب الأولمبية، كما حدث قبل أربع سنوات في روما (1960). كما لا يوجد سجل يوثق وجود شعلة بارالمبية أو تميمة في هذه الدورة.
غادرت البعثة الأسترالية سيدني متجهة إلى طوكيو في 5 تشرين الثاني 1964، وكانت تتألف من 25 رياضيًا، بالإضافة إلى طاقم ومرافقين، بعد أن أتمت التحضيرات النهائية والتوجيه في مستشفى الأمير هنري.
في 7 تشرين الثاني، حضر الفريق حفل استقبال أقامه حاكم طوكيو الدكتور ريوتارو أيويمو. وأُقيم حفل الافتتاح في اليوم التالي، بمشاركة 375 متنافسًا و144 فعالية ميدالية في 9 رياضات.
واجه الأستراليون مشكلتين في الدورة، الأولى كانت حالة الطقس، والثانية توقيت الألعاب. في اليوم الأول، واجه الرياضيون رياحًا معاكسة باردة جدًا أثرت على فعاليات رمي القرص، ودفع الكرة الحديدية، ورمي الرمح، مما أدى إلى إعادة هذه الفعاليات.
كما أن توقيت الألعاب كان ضيقًا، حيث استمرت الدورة لأربعة أيام ونصف فقط، مما خلق جدولًا مزدحمًا جدًا للرياضيين المشاركين في فعاليات متعددة.
ومع ذلك، وبالرغم من هذه التحديات، حصلت الألعاب على تقييم إيجابي من أعضاء الفريق البارالمبي الأسترالي. كانت الفعاليات منظمة بشكل جيد، وتم التعامل مع الرياضيين بروح من الشرعية والاحترافية، وهو أمر كان غائبًا حتى تلك اللحظة في الرياضة الخاصة بالإعاقة. يتذكر أحد الرياضيين الأستراليين قائلًا: "عند القرية، أوقفنا مدخل رائع يرحب بنا بالأعلام واللافتات والملصقات الخاصة بالألعاب البارالمبية. كان من الواضح أن اليابان قررت أن تُظهر لضيوفها ما أظهرته لزوار الألعاب الأولمبية من كرم الضيافة والكفاءة".

## الفريق

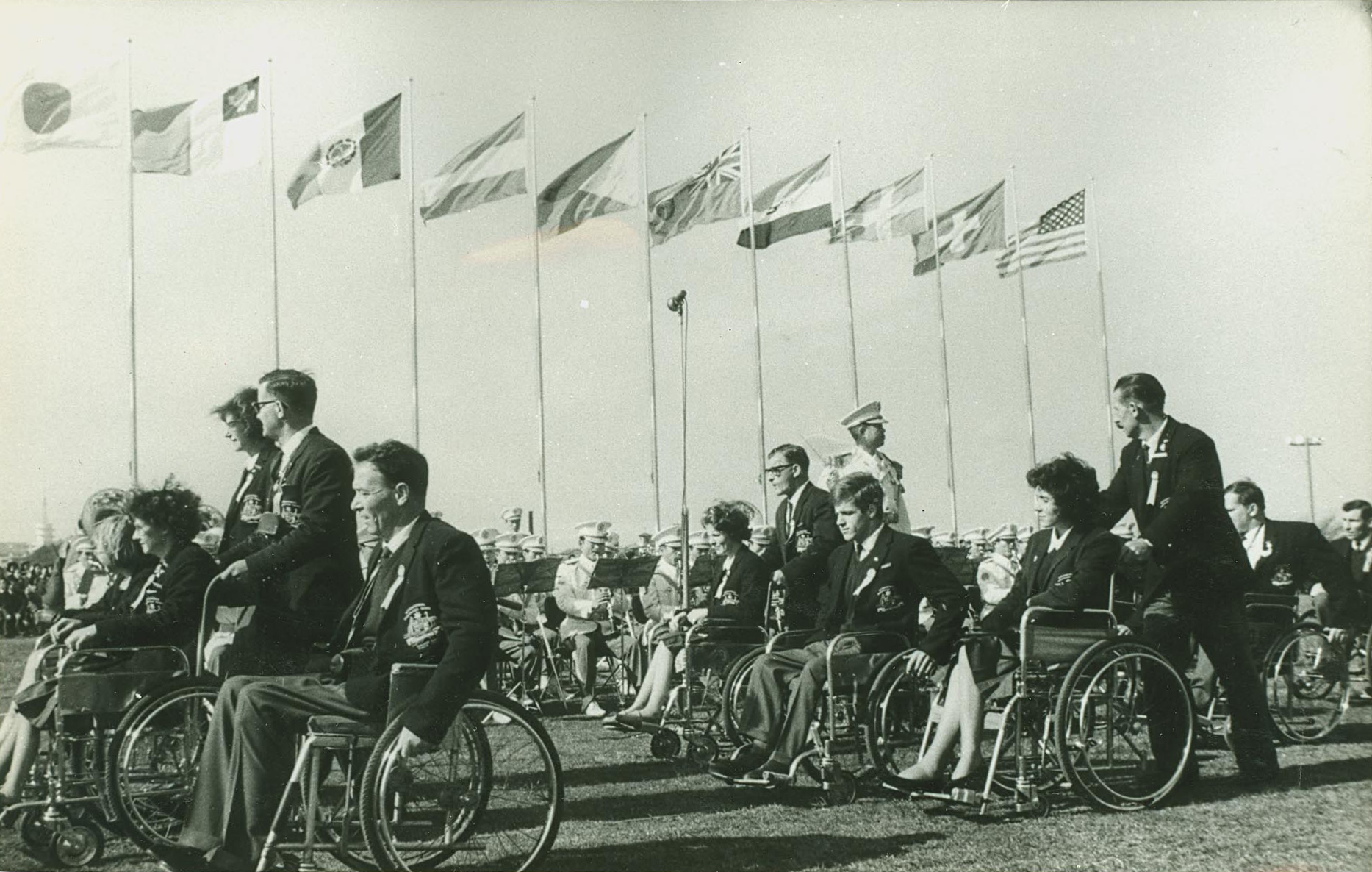
أعضاء الفريق الأسترالي في حفل افتتاح دورة الألعاب الأولمبية في طوكيو، 3 نوفمبر 1964

أرسلت أستراليا 15 رياضيًا إلى دورة الألعاب البارالمبية الصيفية عام 1964 .
وكان أعضاء الفريق هم:
| رياضي                   | موقع          |
| ----------------------- | ------------- |
| بروس ثويت (قائد الفريق) | نيو ساوث ويلز |
| دافني سيني              | نيو ساوث ويلز |
| آلان ماكلوكاس           | نيو ساوث ويلز |
| تريفور فرينش            | نيو ساوث ويلز |
| جون مارتن               | نيو ساوث ويلز |
| غاري هوبر               | نيو ساوث ويلز |
| إلين شرايبر             | فيكتوريا      |
| مايكل داو               | فيكتوريا      |
| فيك رينالسون            | كوينزلاند     |
| روي فاولر               | كوينزلاند     |
| ماريون أوبراين          | غرب أستراليا  |
| فرانك بونتا             | غرب أستراليا  |
| بيل ماثر براون          | غرب أستراليا  |
| ليونيل كوسينز           | غرب أستراليا  |
| إليزابيث إدموندسون      | غرب أستراليا  |

| الاحتياطيات  | موقع          |
| ------------ | ------------- |
| ميكو تامينين | كوينزلاند     |
| ج. جيدني     | نيو ساوث ويلز |

وكان برفقة الفريق 8 مرافقين، ولكل منهم أدوار محددة يلعبها ضمن الفريق: - الدكتور جورج بيدبروك (قائد الفريق والمسؤول الطبي) – جونو جونستون (مدير ولاعب جمباز علاجي) - مارغريت بوزاكوت (ممرضة) - كيفن بيتس (المرافق) - بيل جيبس (المرافق) – ك. بينشرز (مدرب)- تيم تيمرمانز (مدرب) - سيريل توماس (مسؤول الأمتعة)

## الحائزون على الميداليات
| Medal   | Name                                    | Sport              | Event                                          |
| ------- | --------------------------------------- | ------------------ | ---------------------------------------------- |
| ذهبية   | Gary Hooper                             | Athletics          | Men's Wheelchair dash above T10                |
| ذهبية   | Elaine Schreiber                        | Athletics          | Women's Club throw A                           |
| ذهبية   | Roy Fowler                              | Swimming           | Men's 25 m Freestyle Prone Complete class 1    |
| ذهبية   | Roy Fowler                              | Swimming           | Men's 25 m Freestyle Supine Complete class 1   |
| ذهبية   | Roy Fowler                              | Swimming           | Men's 25 m Breaststroke Complete class 1       |
| ذهبية   | Michael Dow                             | Swimming           | Men's 50 m Freestyle Supine Incomplete class 3 |
| ذهبية   | Michael Dow                             | Swimming           | Men's 50 m Breaststroke Incomplete Class 3     |
| ذهبية   | Elizabeth Edmondson                     | Swimming           | Women's 50 m Freestyle Prone Complete class 5  |
| ذهبية   | Elizabeth Edmondson                     | Swimming           | Women's 50 m Freestyle Supine Cauda Equina     |
| ذهبية   | Elizabeth Edmondson                     | Swimming           | Women's 50 m Breaststroke Cauda Equina         |
| ذهبية   | Frank Ponta                             | Swimming           | Men's 25 m Freestyle Supine Complete class 2   |
| ذهبية   | Daphne Ceeney Marion O'Brien            | Table Tennis       | Women's Doubles C                              |
| فضية    | Roy Fowler                              | Archery            | Men's St. Nicholas Round open                  |
| فضية    | Lionel Cousens, Roy Fowler، John Martin | Archery            | Men's St. Nicholas Round Team                  |
| فضية    | Australian team                         | Athletics          | Men's Wheelchair Relay above T10               |
| فضية    | Elaine Schreiber                        | Athletics          | Women's Javelin Throw A                        |
| فضية    | Marion O'Brien                          | Athletics          | Women's Javelin Throw C                        |
| فضية    | Daphne Ceeney                           | Swimming           | Women's 50 m Freestyle Prone Complete class 5  |
| فضية    | Trevor French                           | Swimming           | Men's 25 m Freestyle Supine Complete Class 2   |
| فضية    | Michael Dow                             | Weightlifting      | Men's Featherweight                            |
| فضية    | Gary Hooper                             | Weightlifting      | Men's Lightweight                              |
| فضية    | Vic Renalson                            | Weightlifting      | Men's Heavyweight                              |
| فضية    | Frank Ponta                             | Wheelchair fencing | Men's Foil Novice Individual                   |
| برونزية | Daphne Ceeney                           | Archery            | Women's Albion Round Open                      |
| برونزية | Michael Dow                             | Swimming           | Men's 50 m Freestyle Prone Incomplete lass 3   |
| برونزية | Daphne Ceeney                           | Swimming           | Women's 50 m freestyle Supine Cauda Equina     |
| برونزية | Allan McLucas                           | Table Tennis       | Men's Singles A2                               |
| برونزية | Elaine Schreiber                        | Table Tennis       | Women's Singles B                              |
| برونزية | Marion O'Brien                          | Table Tennis       | Women's Singles C                              |
| برونزية | Daphne Ceeney                           | Wheelchair fencing | Women's Foil Individual                        |

| Medals by discipline | Medals by discipline | Medals by discipline | Medals by discipline | Medals by discipline | Medals by discipline |
| Discipline           |                      |                      |                      | Total                |                      |
| -------------------- | -------------------- | -------------------- | -------------------- | -------------------- | -------------------- |
| Archery              | 0                    | 2                    | 1                    | 3                    |                      |
| Athletics            | 2                    | 3                    | 0                    | 5                    |                      |
| Wheelchair fencing   | 0                    | 1                    | 1                    | 2                    |                      |
| Swimming             | 9                    | 2                    | 2                    | 13                   |                      |
| Table tennis         | 1                    | 0                    | 3                    | 4                    |                      |
| Weightlifting        | 0                    | 3                    | 0                    | 3                    |                      |
| Total                | 12                   | 11                   | 7                    | 30                   |                      |

## الفعاليات

### الرماية
| جنس    | أستراليا ممثلة بـ                                                    |
| ------ | -------------------------------------------------------------------- |
| الرجال | ليونيل كوزينز ، روي فاولر ، جون مارتن ، آلان ماكلوكاس ، تريفور فرينش |
| نحيف   | دافني سيني                                                           |

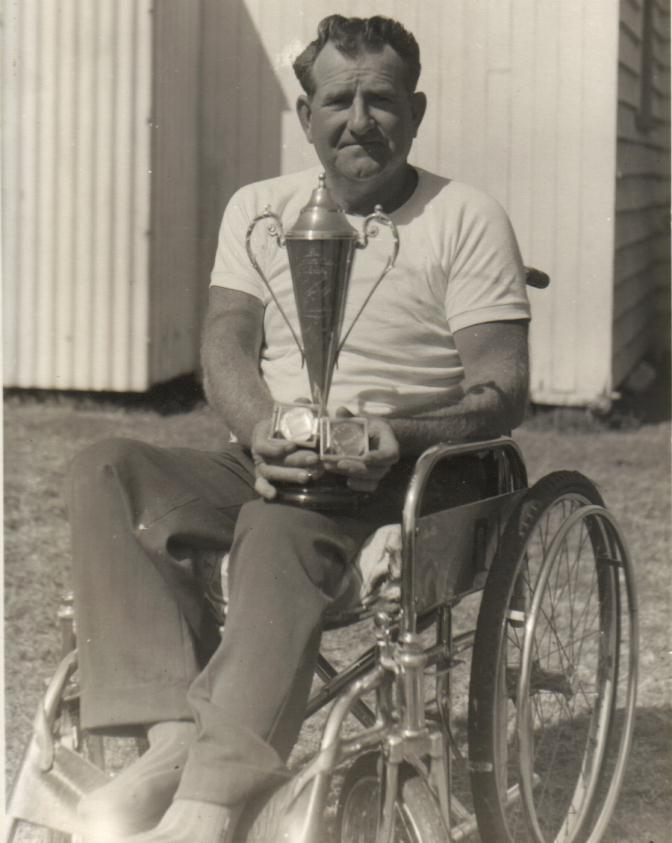
روي فاولر يحمل كأسًا وميداليتين فاز بهما خلال مسيرته الرياضية

- فازت دافني سيني بالميدالية البرونزية في فئة النساء – الجولة المفتوحة لألبـيون برصيد 538 نقطة.[9]
- فاز روي فاولر بالميدالية الفضية في فئة الرجال – الجولة المفتوحة لسانت نيكولاس برصيد 700 نقطة.[9]
- فاز ليونيل كوزينز، روي فاولر وجون مارتن بالميدالية الفضية في فئة الرجال – الجولة المفتوحة لسانت نيكولاس (فرق) برصيد 1995 نقطة.[9]

### ألعاب القوى
| جنس    | أستراليا ممثلة بـ                                                               |
| ------ | ------------------------------------------------------------------------------- |
| الرجال | مايكل داو ، غاري هوبر ، جون مارتن ، بيل ماثر براون ، فرانك بونتا ، فيك رينالسون |
| نحيف   | دافني سيني ، ماريون أوبراين ، إيلين شرايبر                                      |

- بيل (ويليام) ماثر-براون (60 متر، رمي الهراوة، رمي القرص، الرمح الدقيق، رمي الرمح، دفع الكرة الحديدية، التعرج)، تتابع 4×40 متر؟
- فرانك بونتا (رمي الهراوة، رمي القرص، الرمح الدقيق، رمي الرمح، دفع الكرة الحديدية)، تتابع 4×40 متر؟
- مايك داو (60 متر، رمي الهراوة، رمي القرص، رمي الرمح، دفع الكرة الحديدية، التعرج)، تتابع 4×40 متر؟
- جون مارتن (رمي الهراوة، دفع الكرة الحديدية)
- فيك رينالسون (رمي القرص)

فازت ماريون أوبراين بالميدالية الفضية في فئة النساء – رمي الرمح C بمسافة 10.27 مترًا.
فازت إلين شرايبر بالميدالية الذهبية في فئة النساء – رمي الهراوة A بمسافة 17.31 مترًا، كما فازت بالميدالية الفضية في فئة النساء – رمي الرمح A بمسافة 9.26 مترًا.
فاز غاري هوبر بالميدالية الذهبية في فئة الرجال – سباق الكراسي المتحركة فئة T10 فما فوق.
فازت أستراليا بالميدالية الفضية في فئة الرجال – تتابع الكراسي المتحركة فئة T10 فما فوق.

### دارتشيري
مثّلت أستراليا بواسطة روي فارمر وزميله، مع ليونيل كوزينز وتريفور فرينش وزميله، إلى جانب جون مارتن.

### السنوكر
لم تشارك أستراليا في رياضة السنوكر في دورة الألعاب البارالمبية الصيفية لعام 1964.

### السباحة
| جنس    | أستراليا ممثلة بـ                                                                                      |
| ------ | --- |
| الرجال | مايكل داو ، تريفور فرينش ، روي فاولر ، غاري هوبر ، آلان ماكلوكاس ، جون مارتن ، فرانك بونتا ، بروس ثويت |
| نحيف   | دافني سيني ، إليزابيث إدموندسون                                                                        |

| مدرب | تيم تيمرمان |

فاز تريفور فرينش بالميدالية الفضية في فئة الرجال – 25 متر سباحة حرة على الظهر (فئة كاملة 2) بزمن قدره 31.6 ثانية.

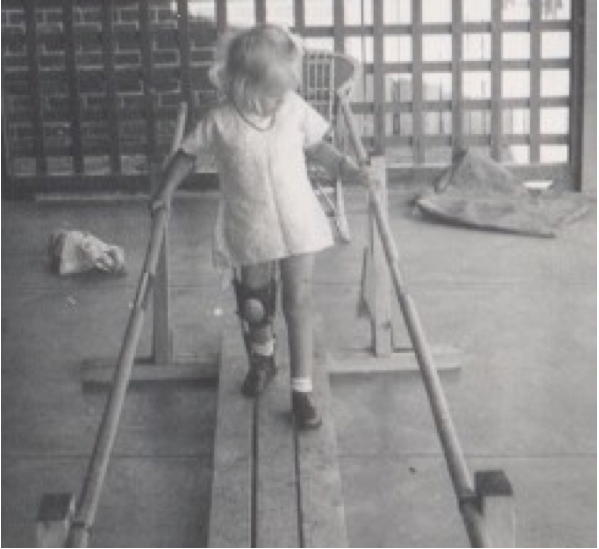
إليزابيث إدموندسون الصغيرة خلال فترة تعافيها من شلل الأطفال (1953)

فازت دافني سيني بالميدالية الفضية في فئة النساء – 50 متر سباحة حرة على البطن (فئة كاملة 5) بزمن قدره 40.1 ثانية، كما فازت بالميدالية البرونزية في فئة النساء – 50 متر سباحة حرة على الظهر (فئة ذيل الفرس) بزمن قدره 56.4 ثانية.
فاز مايكل داو بالميدالية الذهبية في فئة الرجال – 50 متر سباحة حرة على الظهر (فئة غير كاملة 3) بزمن قدره 49.7 ثانية. كما فاز بميدالية ذهبية ثانية في فئة الرجال – 50 متر سباحة صدر (فئة غير كاملة 3) بزمن قدره 59.6 ثانية. وفاز أيضًا بميدالية برونزية في فئة الرجال – 50 متر سباحة حرة على البطن (فئة غير كاملة 3) بزمن قدره 50.9 ثانية.
فاز فرانك بونتا بالميدالية الذهبية في فئة الرجال – 25 متر سباحة حرة على الظهر (فئة كاملة 2) بزمن قدره 30.0 ثانية.
كانت إليزابيث إدموندسون أصغر مشاركة في الدورة، حيث كانت تبلغ من العمر 14 عامًا فقط. فازت إدموندسون بميدالية ذهبية في فئة النساء – 50 متر سباحة صدر (فئة ذيل الفرس) بزمن قدره 1:04.6، وهو رقم قياسي عالمي. كما فازت بميدالية ذهبية ثانية في فئة النساء – 50 متر سباحة حرة على البطن (فئة كاملة 5) بزمن قدره 39.7 ثانية، وهو أيضًا رقم قياسي عالمي. ثم فازت بميدالية ذهبية ثالثة في فئة النساء – 50 متر سباحة حرة على الظهر (فئة ذيل الفرس) بزمن قدره 50.8 ثانية، وسجلت بذلك رقمًا قياسيًا عالميًا آخر.
في ختام دورة 1964، أقر والدا إدموندسون بأن السباحة ساعدت ابنتهما كثيرًا، لكنهما شعرا بأنها بحاجة إلى التوقف عن ممارسة الرياضة والتركيز على تعليمها، لأن السباحة لن توفر لها مكانة في الحياة.
بعد انتهاء الدورة، عادت إدموندسون إلى المنزل واستعدت لامتحانات المدرسة.
فاز روي فاولر بالميدالية الذهبية في فئة الرجال – 25 متر سباحة صدر (فئة كاملة 1) بزمن قدره 45.6 ثانية. كما فاز بميدالية ذهبية ثانية في فئة الرجال – 25 متر سباحة حرة على البطن (فئة كاملة 1) بزمن قدره 38.3 ثانية، وبميدالية ذهبية ثالثة في فئة الرجال – 25 متر سباحة حرة على الظهر (فئة كاملة 1) بزمن قدره 41.0 ثانية.

### تنس الطاولة
| جنس    | أستراليا ممثلة بـ                          |
| ------ | ------------------------------------------ |
| الرجال | آلان ماكلوكاس                              |
| نحيف   | دافني سيني ، ماريون أوبراين ، إيلين شرايبر |

فاز ألان ماكلوكاس بالميدالية البرونزية في فئة الرجال – فردي A2.
فازت إلين شرايبر بالميدالية البرونزية في فئة النساء – فردي B.
فازت ماريون أوبراين بالميدالية البرونزية في فئة النساء – فردي C.
فازت دافني سيني وماريون أوبراين بالميدالية الذهبية في فئة النساء – زوجي C.

### رفع الأثقال
| جنس    | أستراليا ممثلة بـ                                                 |
| ------ | ----------------------------------------------------------------- |
| الرجال | مايكل داو ، غاري هوبر ، بيل ماثر براون ، فيك رينالسون ، بروس ثويت |

كانت رياضة رفع الأثقال الرياضة الجديدة الوحيدة التي أُضيفت إلى الألعاب البارالمبية هذا العام. فاز مايكل داو بالميدالية الفضية في فئة الرجال – وزن الريشة بعد رفع 95 كلغ.
فاز غاري هوبر بالميدالية الفضية في فئة الرجال – وزن الخفيف.
فاز فيك رينالسون بالميدالية الفضية في فئة الرجال – الوزن الثقيل بعد رفع 155 كلغ. وواصل فيك المشاركة في رفع الأثقال ونال ميداليات في أعوام 1968، 1972 و1976، ممثلًا أستراليا في أربع دورات بارالمبية متتالية.
كرة السلة على الكراسي المتحركة
لم تُشارك أستراليا بفريق في كرة السلة على الكراسي المتحركة في دورة الألعاب البارالمبية الصيفية لعام 1964.

### مبارزة الكراسي المتحركة
| جنس    | أستراليا ممثلة بـ                        |
| ------ | ---------------------------------------- |
| الرجال | غاري هوبر ، بيل ماثر براون ، فرانك بونتا |
| نحيف   | دافني سيني                               |

| مدرب | السيد ك. بينشيز. |

فازت دافني سيني بالميدالية البرونزية في فئة النساء – فردي سلاح الشيش.
فاز فرانك بونتا بالميدالية الفضية في فئة الرجال – فردي سلاح الشيش للمبتدئين.

## مواقع المنافسات
على الرغم من أن الألعاب استخدمت نفس القرية التي استخدمت في الألعاب الأولمبية، إلا أن معظم المرافق الرياضية كانت مختلفة عن تلك المستخدمة في الألعاب الأولمبية. كانت الصالة الرياضية الوطنية والملحق التابع لها هما المقران الوحيدان المشتركان بين الدورتين.
بشكل عام، توزعت الرياضات على سبعة مواقع، وهي:
- ملعب أودا: (ألعاب القوى وحفل الافتتاح)
- الصالة الرياضية الوطنية: (السنوكر، تنس الطاولة، ورفع الأثقال)
- ملحق الصالة الرياضية الوطنية: (مقر كرة السلة الداخلية وحفل الختام)
- ملعب كرة السلة (خارجي)
- ميدان الرماية بالقوس ورمي السهام
- مسبح طوكيو الداخلي التابع للبلدية
- موقع المبارزة

## حفل الافتتاح
أُقيم حفل الافتتاح يوم الأحد 8 تشرين الثاني في الساعة 10:00 صباحًا على مضمار وملعب "أودا" لألعاب القوى. حضر ولي العهد الياباني آنذاك الأمير أكيهيتو (الإمبراطور لاحقًا) وزوجته الأميرة ميشيكو (الإمبراطورة لاحقًا) حفل الافتتاح وأعلنا رسميًا افتتاح الدورة. بدأ الحفل بمسيرة ملوّنة لوّح خلالها 375 رياضيًا بالأعلام، مثّلت 21 دولة مشاركة.
تقدّمت المسيرة فرقة موسيقية مكوّنة من فتيات يابانيات صغيرات. وتخللت الحفل كلمات ألقاها ولي العهد وممثلون آخرون، قبل أن يؤدي السباح الياباني شيغيو آونو قسم الرياضيين. تلا ذلك إطلاق مئات الحمائم في السماء. واختُتم الحفل بعرضٍ للمبارزة اليابانية التقليدية قدّمه أعضاء من قوات الدفاع اليابانية.

## حفل الختام

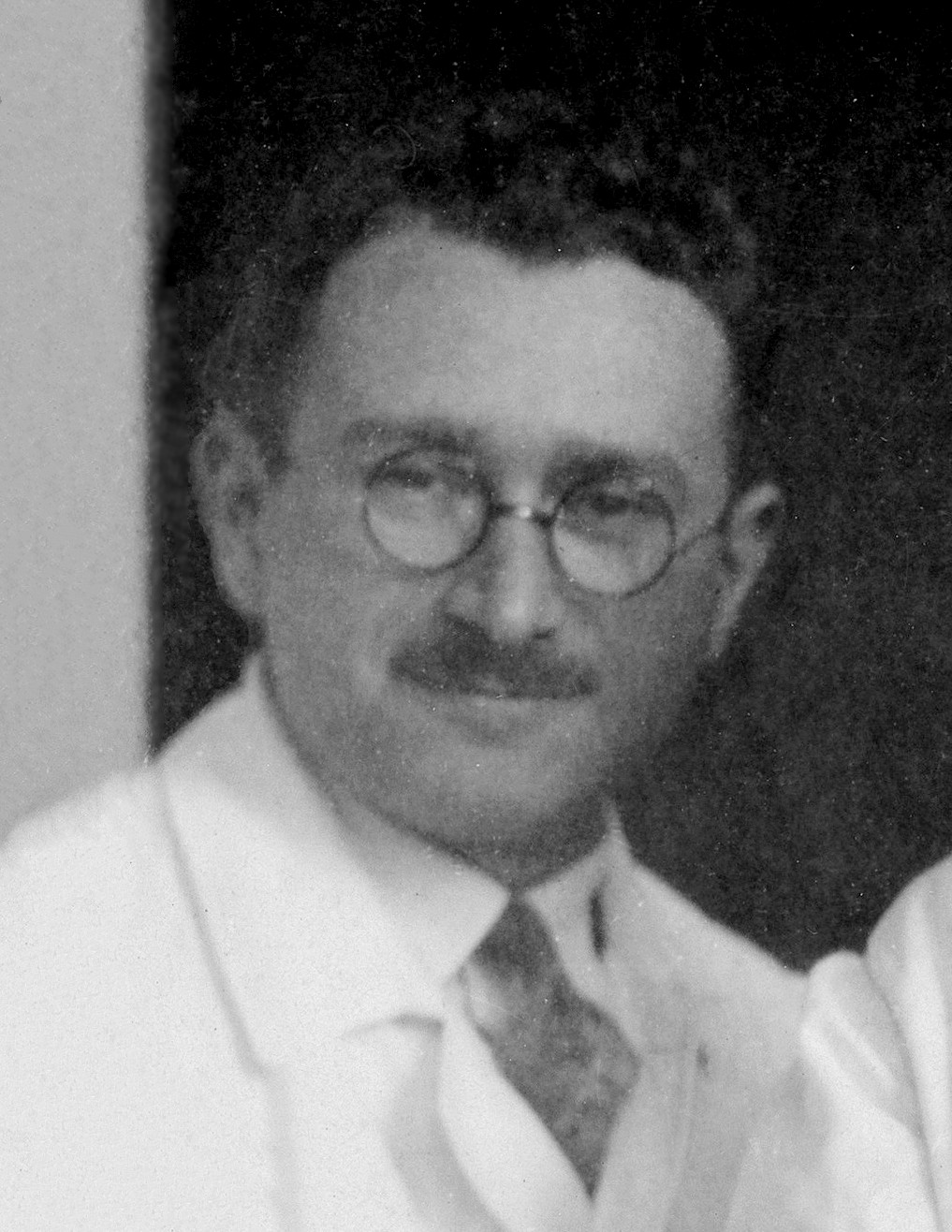
حالسير لودفيج جوتمان، عالم الأعصاب الذي أسس الألعاب البارالمبية

قبل عام 1964، لم تُقام دورة الألعاب البارالمبية حفل ختام رسمي وفقًا لتقاليد ألعاب ستوك ماندفيل، لكن طوكيو كانت الأولى التي نظمت حفل ختام رسمي، مما وضع تقليدًا جديدًا للأحداث اللاحقة.
أُقيم الحفل يوم الخميس 12 تشرين الثاني الساعة 5:00 مساءً في ملحق الصالة الرياضية الأولمبية، والتي وُصفت بأنها "مدرج فخم" حسب مجلة الأسترالي للشلل النصفي.
مرة أخرى، حضر الحفل ولي العهد والأميرة، اللذان قدما العديد من الجوائز الخاصة للرياضيين المتميزين في الألعاب أمام أكثر من 5000 متفرج.
حضر السير لودفيغ جوتمن وألقى كلمة شكر فيها الشعب الياباني ولجنة التنظيم على تقديم مثل هذا الحدث الرائع.
"غنى الجميع معًا أغنية أولد لانغ سين، وعندما ترددت أصوات الآلاف وهم ينشدون معًا، كان الجو لا يُنسى واحتفاليًا حقًا".
كان تأثير الألعاب واضحًا عندما اندفع الطلاب والأطفال اليابانيون لالتقاط قبعات الرياضيين والمشاركين الذين ألقوها إلى الجماهير المحتشدة.

## تأملات الرياضيين حول الألعاب
المبارز على الكراسي المتحركة بيل ماثر-براون: "كانت طوكيو أفضل بكثير من ستوك ماندفيل عام 1957 ومن دورة الألعاب البارالمبية في روما 1960." وأضاف: "كان الرياضيون أكثر تدريبًا بشكل كبير، وأدارت اليابان كل شيء بأسلوب مهني للغاية."
السباح ورافع الأثقال مايكل داو: "ذهبت إلى هناك دون أي فكرة عن مدى تنافسية الفعاليات." وأضاف: "كنت سعيدًا جدًا بالميداليتين الذهبيتين اللتين حصلت عليهما."
السباحة إليزابيث إدموندسون: "في ذلك الوقت، لم أكن أعرف مدى نمو حركة الألعاب البارالمبية لأن الأمر لم يكن محط اهتمام كبير." وأضافت: "لم يستطع والداي مرافقتي ولم يكن هناك تغطية كبيرة لما حدث."
تتذكر إدموندسون قائلة: "بدون أن تكون الألعاب البارالمبية متاحة للجمهور العام وبدون نتائج متوفرة بسهولة، كان الأهل والأصدقاء ينتظرون بفارغ الصبر برقيات لتلقي أخبار أحبائهم." وأضافت: "تلقت أسرتي برقية عن ميدالياتي الذهبية عندما كنت في طوكيو، وتتذكر أختي أنها أُخرجت من الصف عندما كانت في الثامنة من عمرها لتُخبر بالأخبار."
تتذكر إدموندسون أيضًا الجدول الزمني الضيق والفعاليات التي شاركت فيها خلال الألعاب، قائلة: "سبحت في جميع الفعاليات الثلاثة في ليلة واحدة دون تصفيات، وكانت الفعاليات فقط لمسافات 25 متر و50 متر."

## قراءة إضافية
تتوفر العديد من القصص الشفوية عبر الإنترنت من الرياضيين الأستراليين الذين شاركوا في الألعاب.
- كيفن كومبس أجرى روبن بوك مقابلة معه في مشروع التاريخ الشفوي للمركز الأسترالي للدراسات البارالمبية، المكتبة الوطنية الأسترالية، 2010
- دافني هيلتون (ني سيني) أجرت روبن بوك مقابلة معها في مشروع التاريخ الشفوي للمركز الأسترالي للدراسات البارالمبية، المكتبة الوطنية الأسترالية، 2010
- أجرى روب ويليس مقابلة مع غاري هوبر في مشروع التاريخ الشفوي للمركز الأسترالي للدراسات البارالمبية، المكتبة الوطنية الأسترالية، 2010
- فرانك بونتا أجرى روبن بوك مقابلة معه في مشروع التاريخ الشفوي للمركز الأسترالي للدراسات البارالمبية، المكتبة الوطنية الأسترالية، 2010
- بيل ماثر براون أجرى مقابلة مع روبن بوك في مشروع التاريخ الشفوي للمركز الأسترالي للدراسات البارالمبية، المكتبة الوطنية الأسترالية، 2010
- جون مارتن أجرى معه إيان جوبلينج مقابلة في مشروع التاريخ الشفوي للمركز الأسترالي للدراسات البارالمبية، المكتبة الوطنية الأسترالية، 2012
- إليزابيث إدمونسون في مقابلة مع إيان جوبلينج في مشروع التاريخ الشفوي للمركز الأسترالي للدراسات البارالمبية، المكتبة الوطنية الأسترالية، 2012

## روابط خارجية
- تاريخ الألعاب البارالمبية – الصيف

قالب:NPCin1964SummerParalympics